# Gillet-Forest

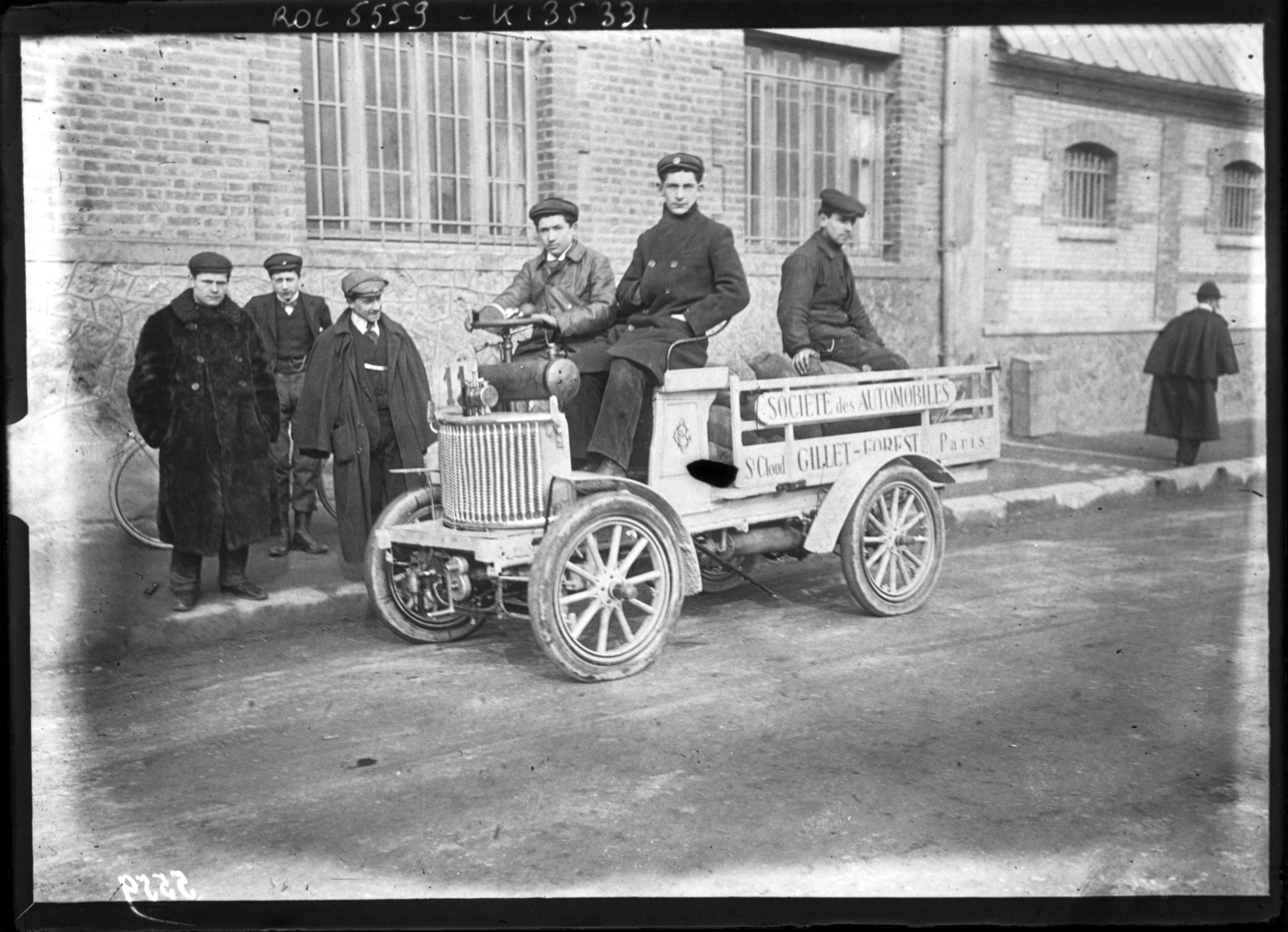
Gillet-Forest

Die Société Gillet-Forest war ein französischer Hersteller von Automobilen und Nutzfahrzeugen.

## Unternehmensgeschichte
Das Unternehmen wurde 1889 in Saint-Cloud gegründet. 1900 begann der Bau von Automobilen, später auch von Lastkraftwagen und Omnibussen. Zunächst wurde auf Dampfantrieb gesetzt, ab 1902 wurden Verbrennungsmotoren verwendet.
1907 oder 1908 endete die Produktion.

## Fahrzeuge

### Dampf
Die dampfbetriebenen Modelle hatten vorn eine halbrunde, in eine angedeutete "Schaufelnase" auslaufende Haube. Darunter war der Kondensator untergebracht. Gillet-Forest verwendete ein wassersparendes System, bei dem das Kühlwasser in einer Spiralleitung um den Dampfkessel geführt wurde; die von vorn teilweise sichtbare Leitung ähnelte dem Wasserkühler eines Fahrzeugs mit Verbrennungsmotor. Das im Kondensator zurückgewonnene Wasser wurde in den Zylinderkopf der Dampfmaschine geleitet; überschüssiges Wasser gelangte in einen Wassertank im Heck. Es wurden sowohl Personenwagen wie auch LKW mit Dampfantrieb hergestellt.

### Benzin
Es folgten Modelle mit Einzylinder- und Zweizylinder-Verbrennungsmotoren, die gemäß einer Quelle ihre Kraft zunächst mit Antriebsketten auf die Hinterachse übertrugen. Gemäß diesen Angaben waren Ausführungen mit 6/7 CV, 9/10 CV und 12 CV Leistung lieferbar; erst 1904 wurde auf Kardanantrieb umgestellt. Nach anderen Angaben verfügten die Personenwagen von Anfang an über eine Kardanwelle.
1904 ersetzte oder ergänzte ein größeres Vierzylindermodell mit Kettenantrieb die bisherigen Modelle. Die verwendeten Motoren wurden nach einer Lizenz von Métallurgique hergestellt. Ein Motor hatte einen Hubraum von 6546 cm³ mit einer Bohrung von 122 mm und 140 mm Hub. Er leistete 32 PS bei 1300/min. Bis 1905 wurde ein Verdampfungskühler eingesetzt, erst ab 1905 wurde ein normales Kühlsystem verwendet.
Ein Fahrzeug dieser Marke nimmt gelegentlich am London to Brighton Veteran Car Run teil.

## Nutzfahrzeuge
1902 wurden sechs verschiedene Nutzfahrzeugmodelle mit 6/7 CV, 9/10 CV und 12 CV Leistung und Nutzlasten zwischen 300 kg und 3 t aufgeführt. 1905 wurde ein 12 CV eingeführt, dessen Einzylindermotor mit einem Hubraum von 4,6 Liter (145 mm Bohrung und 170 mm Hub) zu den größten seiner Art in einem Straßenfahrzeug gehört haben dürfte. Das Fahrzeug hatte Kardanantrieb. Dieser Motor trieb 1906 sogar einen LKW mit 2 t Nutzlast an. Der Vierzylinder mit 108 mm Bohrung und 140 mm Hub (Hubraum 8407 cm³) blieb bis 1905 oder 1906 im Programm.
Die Nutzfahrzeugproduktion endete möglicherweise eher als der PKW-Bau.